# Bileća
Pour les articles homonymes, voir Bileća (homonymie).
Bileća (en serbe cyrillique : Билећа) est une ville et une municipalité de Bosnie-Herzégovine située dans la république serbe de Bosnie. Selon les premiers résultats du recensement bosnien de 2013, la ville intra muros compte 8 220 habitants et la municipalité 11 536.

## Géographie
Bileća est située à l'est de l'Herzégovine, près de la frontière entre la Bosnie-Herzégovine et le Monténégro, au nord de Trebinje et au sud de Gacko. Sur le plan administratif, elle fait partie de la région de Trebinje.
La rivière Trebišnjica coule au sud de la ville. Depuis 1966, un barrage y a créé le lac artificiel de Bileća (Bilećko jezero), long de 18 km et large de 3 ou 4 km.

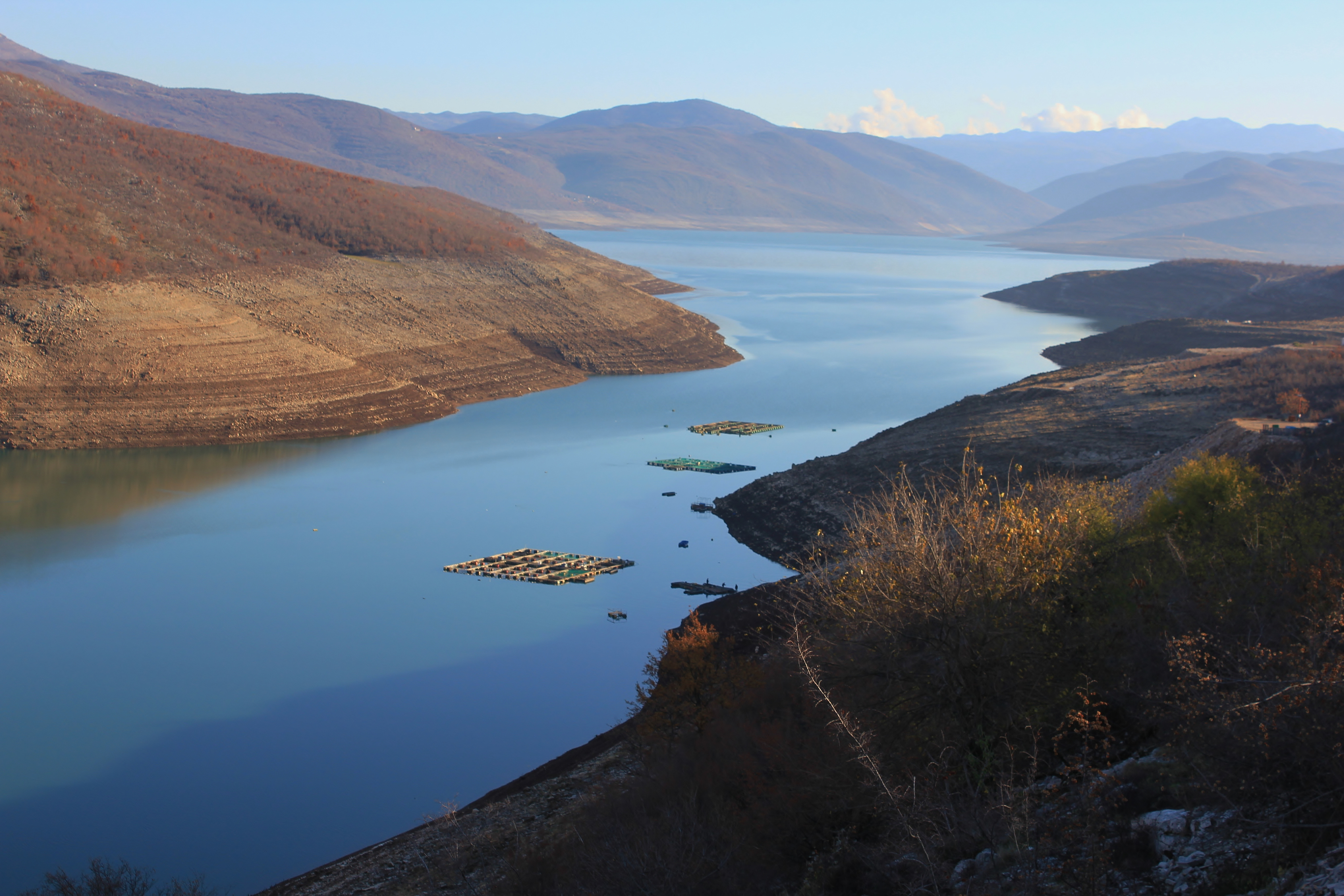
Le lac de Bileća

## Histoire

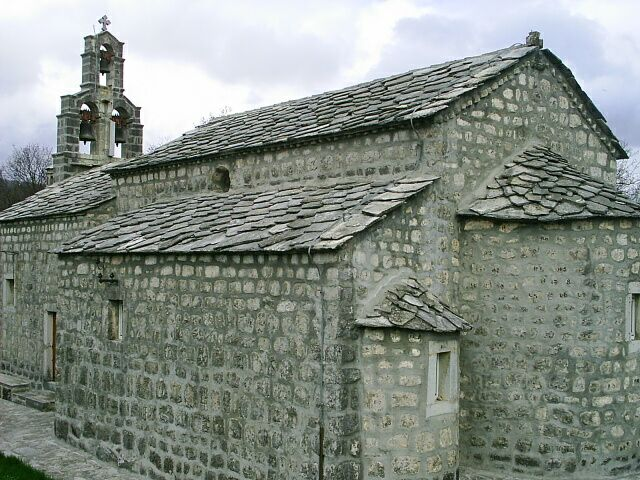
L'église du monastère de Dobrićevo

## Localités

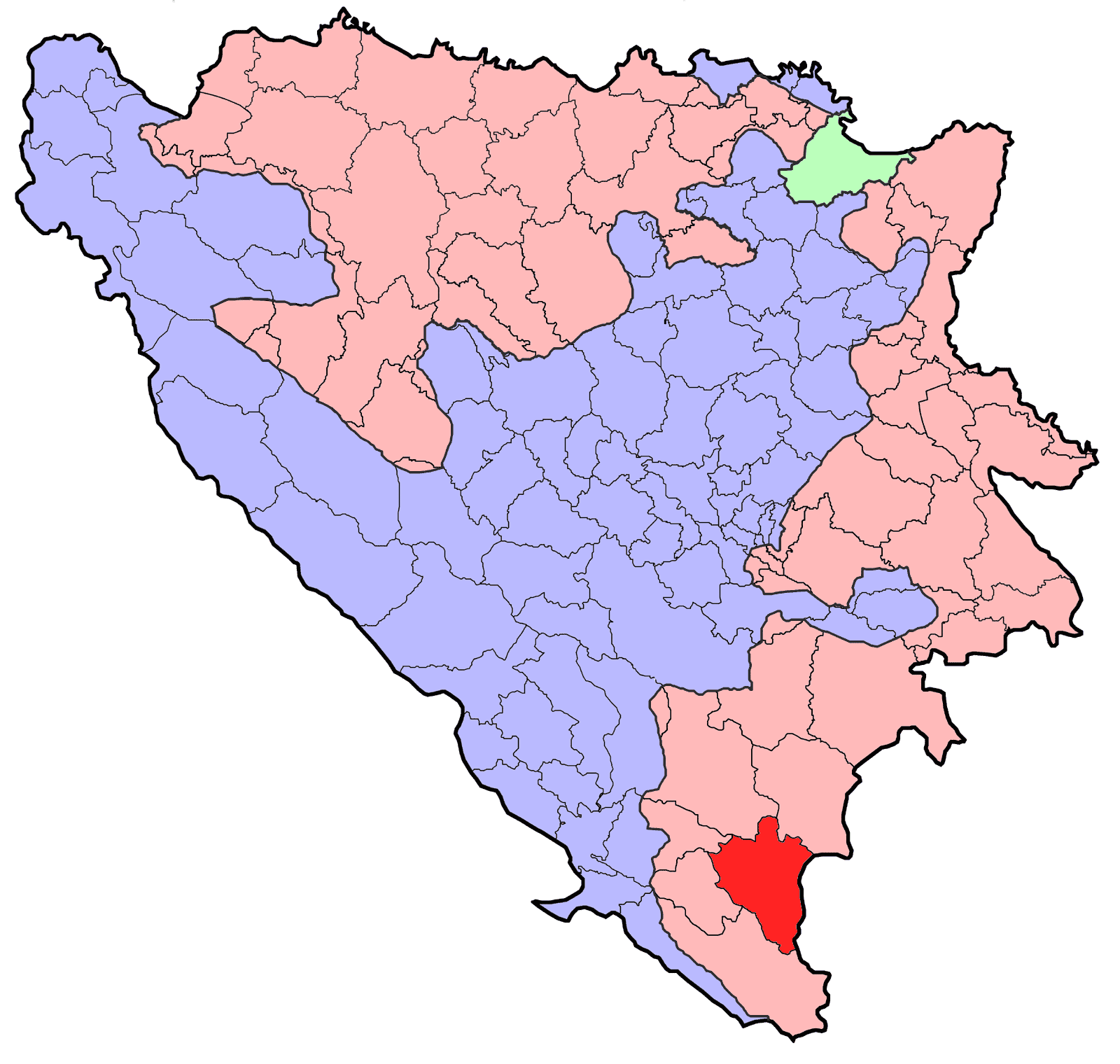
Localisation de la municipalité de Bileća en Bosnie-Herzégovine

La municipalité de Bileća compte 61 localités :
| - Baljci - Bijela Rudina - Bijeljani - Bileća - Bodenik - Bogdašići - Brestice - Čepelica - Deleuša - Divin - Đeče - Dlakoše - Dola | - Donja Meka Gruda - Donji Davidovići - Fatnica - Golobrđe - Gornja Meka Gruda - Gornji Davidovići - Granica - Hodžići - Kačanj - Kalac - Korita - Krivača - Krstače | - Kukričje - Kuti - Lađevići - Milavići - Mirilovići - Miruše - Mrežica - Narat - Njeganovići - Oblo Brdo - Orah - Orahovice - Pađeni | - Panik - Plana - Podgorje - Podosoje - Preraca - Prijevor - Prisoje - Rioca - Selišta - Simijova - Skrobotno - Šobadine - Todorići | - Torić - Trnovica - Vlahinja - Vranjska - Vrbica - Zasada - Zaušje - Zvijerina - Žudojevići |

## Démographie

### Villeintra muros

#### Évolution historique de la population dans la villeintra muros
| 1948  | 1953  | 1961  | 1971  | 1981  | 1991  | 2013  |
| ----- | ----- | ----- | ----- | ----- | ----- | ----- |
| 1 270 | 1 563 | 2 491 | 4 033 | 5 763 | 7 568 | 8 220 |

|  |

### Municipalité

#### Évolution historique de la population dans la municipalité
| 1971   | 1981   | 1991   | 2013   |
| ------ | ------ | ------ | ------ |
| 13 344 | 13 199 | 13 284 | 11 536 |

#### Répartition de la population par nationalités dans la municipalité (1991)
En 1991, sur un total de 13 284 habitants, la population se répartissait de la manière suivante :
En 1991, la plupart des localités étaient majoritairement peuplées de Serbes. Huit villages étaient habités par une majorité de Musulmans : Đeče, Krivača, Njeganovići, Orahovice, Plana, Prijevor, Prisoje et Zaušje.

## Politique
Les 19 sièges de l'assemblée municipale sont répartis de la manière suivante :
| Parti                                               | Sièges |
| --------------------------------------------------- | ------ |
| Alliance des sociaux-démocrates indépendants (SNSD) | 7      |
| Parti démocratique serbe (SDS)                      | 3      |
| Parti radical serbe (SRSRS)                         | 3      |
| Parti progressiste serbe (SNS)                      | 2      |
| Parti radical serbe (SRS)                           | 1      |
| Parti démocratique national (NDS)                   | 1      |
| Nouveau parti socialiste (NSP)                      | 1      |
| Parti des retraités unis (PUP)                      | 1      |

Miljan Aleksić, membre de l'Alliance des sociaux-démocrates indépendants (SNSD), a été élu maire de la municipalité.

## Personnalités
L'écrivain Radoslav Bratić est né en 1948 à Brestice, près de Bileća.
- Vladimir Gaćinović
- Radovan Rade Radović
- Dušan Vukotić
- Jefto Bošnjak
- Milan Milošević
- Nenad Mišanović
- Safet Isović, chanteur
- Fadil Hadžić, réalisateur et écrivain
- Dušan Vukotić
- Jevto Dedijer, écrivain
- Karl Malden, acteur
- Nenad Mišanović, joueur de basket-ball
- Prokopije Čokorilo, prêtre
- Ervin Eleskovic. joueur de tennis
- Srećko Savović, chanteur
- Beba Selimović, chanteur